# Hall of Fame Tennis Championships 1999 - Qualificazioni singolare
Le qualificazioni del singolare  dell'Hall of Fame Tennis Championships 1999 sono state un torneo di tennis preliminare per accedere alla fase finale della manifestazione. I vincitori dell'ultimo turno sono entrati di diritto nel tabellone principale. In caso di ritiro di uno o più giocatori aventi diritto a questi sono subentrati i lucky loser, ossia i giocatori che hanno perso nell'ultimo turno ma che avevano una classifica più alta rispetto agli altri partecipanti che avevano comunque perso nel turno finale.
Le qualificazioni del torneo Hall of Fame Tennis Championships 1999 prevedevano 21 partecipanti di cui 4 sono entrati nel tabellone principale.

## Teste di serie
1. David Wheaton (ultimo turno)
2. Jonathan Stark (Qualificato)
3. Cédric Kauffmann (Qualificato)
4. Scott Humphries (Qualificato)

1. David DiLucia (ultimo turno)
2. Mike Mather (ultimo turno)
3. Doug Flach (ultimo turno)
4. Thomas Blake (Qualificato)

## Qualificati
1. Thomas Blake
2. Jonathan Stark

1. Cédric Kauffmann
2. Scott Humphries

## Tabellone

### Legenda
| - Q = Qualificato - WC = Wild card - LL = Lucky loser | - ALT = Alternate - SE = Special Exempt - PR = Protected Ranking | - w/o = Walkover - r = Ritirato - d = Squalificato |

### Sezione 1
|  | Primo turno          | Primo turno          | Primo turno     | Primo turno | Primo turno |  |  | Secondo turno | Secondo turno        | Secondo turno        | Secondo turno | Secondo turno |   |   | Ultimo turno | Ultimo turno  | Ultimo turno | Ultimo turno | Ultimo turno |  |
|  |                      |                      |                 |             |             |  |  |               |                      |                      |               |               |   |   |              |               |              |              |              |  |
|  |                      |                      |                 |             |             |  |  |               |                      |                      |               |               |   |   |              |               |              |              |              |  |
|  |                      |                      |                 |             |             |  |  | 1             | David Wheaton        | David Wheaton        | 6             | 6             |   |   |              |               |              |              |              |  |
|  | Sergio Elias-Musalem | Sergio Elias-Musalem | 6               | 7           | 6           |  |  |               | Sergio Elias-Musalem | Sergio Elias-Musalem | 1             | 1             |   |   |              |               |              |              |              |  |
|  | Jonathan Beardsley   | Jonathan Beardsley   | 7               | 5           | 3           |  |  |               |                      |                      |               |               |   |   | 1            | David Wheaton | 6            | 3            | 4            |  |
|  | John Doran           | John Doran           | John Doran      | 6           | 7           |  |  |               |                      | 8                    | Thomas Blake  | 2             | 6 | 6 |              |               |              |              |              |  |
|  | Jonathan Pastel      | Jonathan Pastel      | Jonathan Pastel | 4           | 6           |  |  |               | John Doran           | John Doran           | 5             | 4             |   |   |              |               |              |              |              |  |
|  |                      |                      |                 |             |             |  |  | 8             | Thomas Blake         | Thomas Blake         | 7             | 6             |   |   |              |               |              |              |              |  |
|  |                      |                      |                 |             |             |  |  |               |                      |                      |               |               |   |   |              |               |              |              |              |  |

### Sezione 2
|  | Primo turno       | Primo turno       | Primo turno       | Primo turno | Primo turno |  |  | Secondo turno | Secondo turno     | Secondo turno   | Secondo turno | Secondo turno |   |   | Ultimo turno | Ultimo turno   | Ultimo turno   | Ultimo turno | Ultimo turno |  |
|  |                   |                   |                   |             |             |  |  |               |                   |                 |               |               |   |   |              |                |                |              |              |  |
|  |                   |                   |                   |             |             |  |  |               |                   |                 |               |               |   |   |              |                |                |              |              |  |
|  |                   |                   |                   |             |             |  |  | 2             | Jonathan Stark    | Jonathan Stark  | 6             | 6             |   |   |              |                |                |              |              |  |
|  | Steven Capriati   | Steven Capriati   | Steven Capriati   | 7           | 6           |  |  |               | Steven Capriati   | Steven Capriati | 3             | 2             |   |   |              |                |                |              |              |  |
|  | David Mcnamara    | David Mcnamara    | David Mcnamara    | 6           | 4           |  |  |               |                   |                 |               |               |   |   | 2            | Jonathan Stark | Jonathan Stark | 7            | 6            |  |
|  | Alexander Reichel | Alexander Reichel | Alexander Reichel | 6           | 6           |  |  |               |                   | 7               | Doug Flach    | Doug Flach    | 6 | 2 |              |                |                |              |              |  |
|  | Todd Meringoff    | Todd Meringoff    | Todd Meringoff    | 3           | 3           |  |  |               | Alexander Reichel | 6               | 3             | 3             |   |   |              |                |                |              |              |  |
|  |                   |                   |                   |             |             |  |  | 7             | Doug Flach        | 1               | 6             | 6             |   |   |              |                |                |              |              |  |
|  |                   |                   |                   |             |             |  |  |               |                   |                 |               |               |   |   |              |                |                |              |              |  |

### Sezione 3
|  | Primo turno    | Primo turno    | Primo turno    | Primo turno | Primo turno |  |  | Secondo turno | Secondo turno    | Secondo turno    | Secondo turno | Secondo turno |   |   | Ultimo turno | Ultimo turno     | Ultimo turno     | Ultimo turno | Ultimo turno |  |
|  |                |                |                |             |             |  |  |               |                  |                  |               |               |   |   |              |                  |                  |              |              |  |
|  |                |                |                |             |             |  |  |               |                  |                  |               |               |   |   |              |                  |                  |              |              |  |
|  |                |                |                |             |             |  |  | 3             | Cédric Kauffmann | Cédric Kauffmann | 6             | 6             |   |   |              |                  |                  |              |              |  |
|  | Mitty Arnold   | Mitty Arnold   | Mitty Arnold   | 6           | 6           |  |  |               | Mitty Arnold     | Mitty Arnold     | 4             | 1             |   |   |              |                  |                  |              |              |  |
|  | Peter Law      | Peter Law      | Peter Law      | 0           | 1           |  |  |               |                  |                  |               |               |   |   | 3            | Cédric Kauffmann | Cédric Kauffmann | 7            | 6            |  |
|  | Marius Barnard | Marius Barnard | Marius Barnard | 6           | 7           |  |  |               |                  | 6                | Mike Mather   | Mike Mather   | 6 | 3 |              |                  |                  |              |              |  |
|  | Alex Witt      | Alex Witt      | Alex Witt      | 2           | 6           |  |  |               | Marius Barnard   | 5                | 6             | 0             |   |   |              |                  |                  |              |              |  |
|  |                |                |                |             |             |  |  | 6             | Mike Mather      | 7                | 3             | 6             |   |   |              |                  |                  |              |              |  |
|  |                |                |                |             |             |  |  |               |                  |                  |               |               |   |   |              |                  |                  |              |              |  |

### Sezione 4
|  | Primo turno | Primo turno | Primo turno | Primo turno | Primo turno |  |  | Secondo turno | Secondo turno   | Secondo turno   | Secondo turno | Secondo turno |   |   | Ultimo turno | Ultimo turno    | Ultimo turno    | Ultimo turno | Ultimo turno |  |
|  |             |             |             |             |             |  |  |               |                 |                 |               |               |   |   |              |                 |                 |              |              |  |
|  |             |             |             |             |             |  |  |               |                 |                 |               |               |   |   |              |                 |                 |              |              |  |
|  |             |             |             |             |             |  |  | 4             | Scott Humphries | Scott Humphries | 7             | 6             |   |   |              |                 |                 |              |              |  |
|  |             |             |             |             |             |  |  |               | Jim Thomas      | Jim Thomas      | 6             | 3             |   |   |              |                 |                 |              |              |  |
|  |             |             |             |             |             |  |  |               |                 |                 |               |               |   |   | 4            | Scott Humphries | Scott Humphries | 6            | 6            |  |
|  |             |             |             |             |             |  |  |               |                 | 5               | David DiLucia | David DiLucia | 3 | 4 |              |                 |                 |              |              |  |
|  |             |             |             |             |             |  |  |               | Matt Daly       | Matt Daly       | 2             | 0             |   |   |              |                 |                 |              |              |  |
|  |             |             |             |             |             |  |  | 5             | David DiLucia   | David DiLucia   | 6             | 6             |   |   |              |                 |                 |              |              |  |
|  |             |             |             |             |             |  |  |               |                 |                 |               |               |   |   |              |                 |                 |              |              |  |